# Hyacinthe Marie de Lalande de Calan
Pour les articles homonymes, voir Calan (homonymie).
Hyacinthe Marie de Lalande de Calan, né le 25 avril 1802  à Quimper et mort le 14 juin 1850 à Pondichéry, est un marin et administrateur colonial français.

## Biographie
Admis dans la marine d'État comme volontaire en 1817, il devient élève de la marine en 1819. Il est ensuite promu enseigne de vaisseau en 1822, lieutenant de vaisseau en 1830 et enfin capitaine de frégate en 1840.
Il se distingue à plusieurs reprises par de actes de bravoures, notamment lors de sauvetages en mer. Sa conduite lors d'un violent combat à l'abordage contre des pirates barbaresques en 1829, au cours duquel il est blessé, lui vaut d'être décoré de la Légion d'honneur. Il participe à la prise d'Alger en 1830.
De 1837 à 1840, il commande le brick La Bordelaise. D'abord chargé d'une mission d'exploration océanographique du Rio Grande d'Argentine, il participe ensuite au blocus naval contre le port de Buenos Aires durant le conflit qui oppose la France au régime du président Juan Manuel de Rosas de 1838 à 1840.
Nommé gouverneur des Établissements français de l'Inde le 5 août 1848, Lalande de Calan prend possession de ses nouvelles fonctions le 5 janvier 1849 en succédant à Louis Pujol.
Il se marie le 18 novembre 1834 à Brest avec Marie Thérèse Louise Festou de Villeblanche.
À sa mort le 14 juin 1850, il est inhumé dans le chœur de l’église de Notre-Dame-des-Anges à Pondichéry. Son cœur repose au cimetière d’Elliant.

## Sources et références
- Annales maritimes et coloniales
- Prosper Jean Levot, Biographie bretonne, tome II, 1857, p. 116-117.